# Gazoryctra fuscoargenteus
Gazoryctra fuscoargenteus là một loài bướm đêm thuộc họ Hepialidae. Nó được tìm thấy ở miền bắc Scandinavia tới Siberia và bán đảo Kamchatka.
Sải cánh dài 37–42 mm đối với con đực và 39–50 mm đối với con cái. Con trưởng thành bay từ the end of tháng 7 to the beginning of tháng 8.
Ấu trùng ăn Betula nana.